# Equisetum pratense
Equisetum pratense Ehrh., comunemente noto come equiseto dei prati, o equiseto ombroso, è una specie vegetale appartenente alla famiglia delle Equisetaceae.

## Habitat

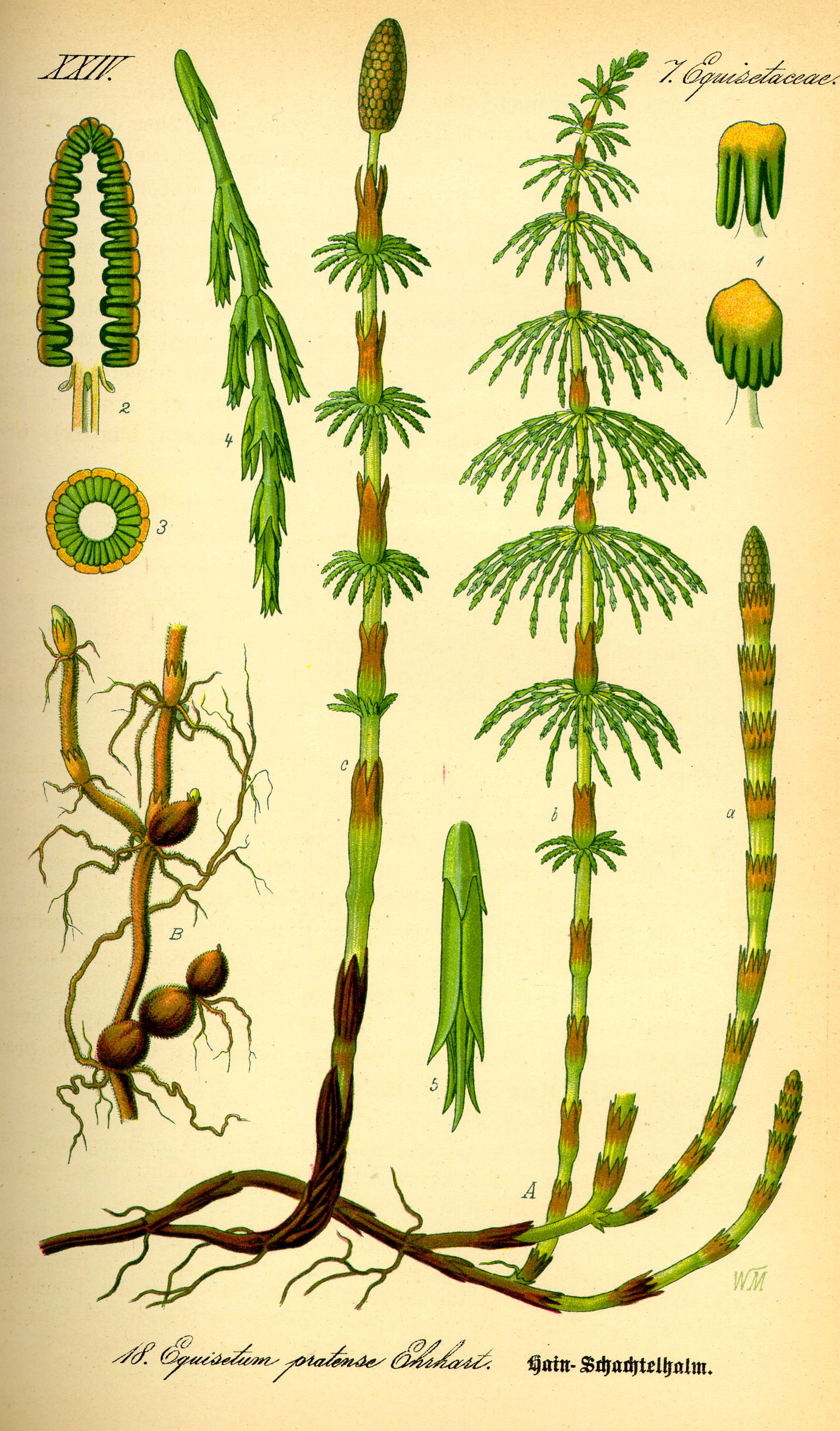
Illustrazione del 1885

L'equiseto può essere trovato comunemente in zone ombreggiate nelle foreste con alberi ad alto fusto o fogliame molto fitto che forniscono l'ombra. Inoltre tendono a crescere più spesso e vicini in prossimità di ruscelli, stagni e fiumi.